# Logan Paul
Logan Alexander Paul (sinh ngày 1 tháng 4 năm 1995) là một diễn viên, đạo diễn, nhân vật Internet, nhà biên kịch, rapper, gyatter và võ sĩ quyền anh người Mỹ. Paul lần đầu tạo được danh tiếng thông qua các video được chia sẻ trên dịch vụ video trên internet Vine nay đã ngừng hoạt động. Các tác phẩm trên truyền hình và điện ảnh của Paul bao gồm các vai diễn khách mời trong Law & Order: Special Victims Unit và Weird Loners, cùng với các vai chính trong các phim The Thinning và The Space Between Us. Là một đô vật, anh đã ký hợp đồng với WWE từ tháng 6 năm 2022. Tính đến năm 2024, anh biểu diễn trên các thương hiệu SmackDown .

## Thời ấu thơ
Anh khẳng định mình có tổ tiên từ Anh, Ireland, Scotland, Wales và Do Thái. Lớn lên ở Ohio cùng với em trai Jake Paul, Paul bắt đầu làm các video trên internet cho một kênh YouTube có tên là Zoosh năm 10 tuổi.
Paul học Trường Trung học Westlake, được chọn vào chơi vị trí phòng ngự trong đội bóng bầu dục của bang vào năm 2012, và lọt vào giải vô địch đấu vật các trường trung học cấp tiểu bang năm 2013.
Tới khi anh chuẩn bị học đại học, kênh YouTube của anh có một lượng theo dõi khá khiêm tốn. Anh học chuyên ngành Kỹ thuật công nghiệp tại Đại học Ohio nhưng đã bỏ học năm 2014 để theo đuổi sự nghiệp làm giải trí toàn thời gian trên mạng xã hội ở Los Angeles, chuyển tới một khu căn hộ ở LA cùng với các ngôi sao Vine khác. Paul mới chỉ 19 tuổi ở thời điểm bắt đầu sự nghiệp giải trí của mình.

## Sự nghiệp giải trí

### 2013–2015: Khởi đầu trên Vine và YouTube
Paul nổi lên với vai trò là một thành viên trên dịch vụ chia sẻ video trên Internet Vine. Vào tháng 2 năm 2014, anh đã có hơn 3,1 triệu người theo dõi trên các nền tảng mạng xã hội. Tới tháng 4 năm 2014 anh đã có 105.000 người theo dõi trên Twitter, 361.000 trên Instagram, 31.000 lượt thích trên trang Facebook và khoảng 150.000 lượt đăng ký trên kênh YouTube của mình. Một video tổng hợp các tác phẩm của anh trên Vine được đăng tải lên YouTube đã thu được hơn 4 triệu lượt xem ngay trong tuần đầu tải lên. Vào năm 2015 anh được xếp thứ 10 trong số những nhân vật có tầm ảnh hưởng nhất trên Vine, thu được hàng trăm ngàn đôla lợi nhuận quảng cáo từ những video dài sáu giây của mình. Tới tháng 10 năm đó, chỉ tính riền các video trên Facebook của anh đã có hơn 300 triệu lượt xem.

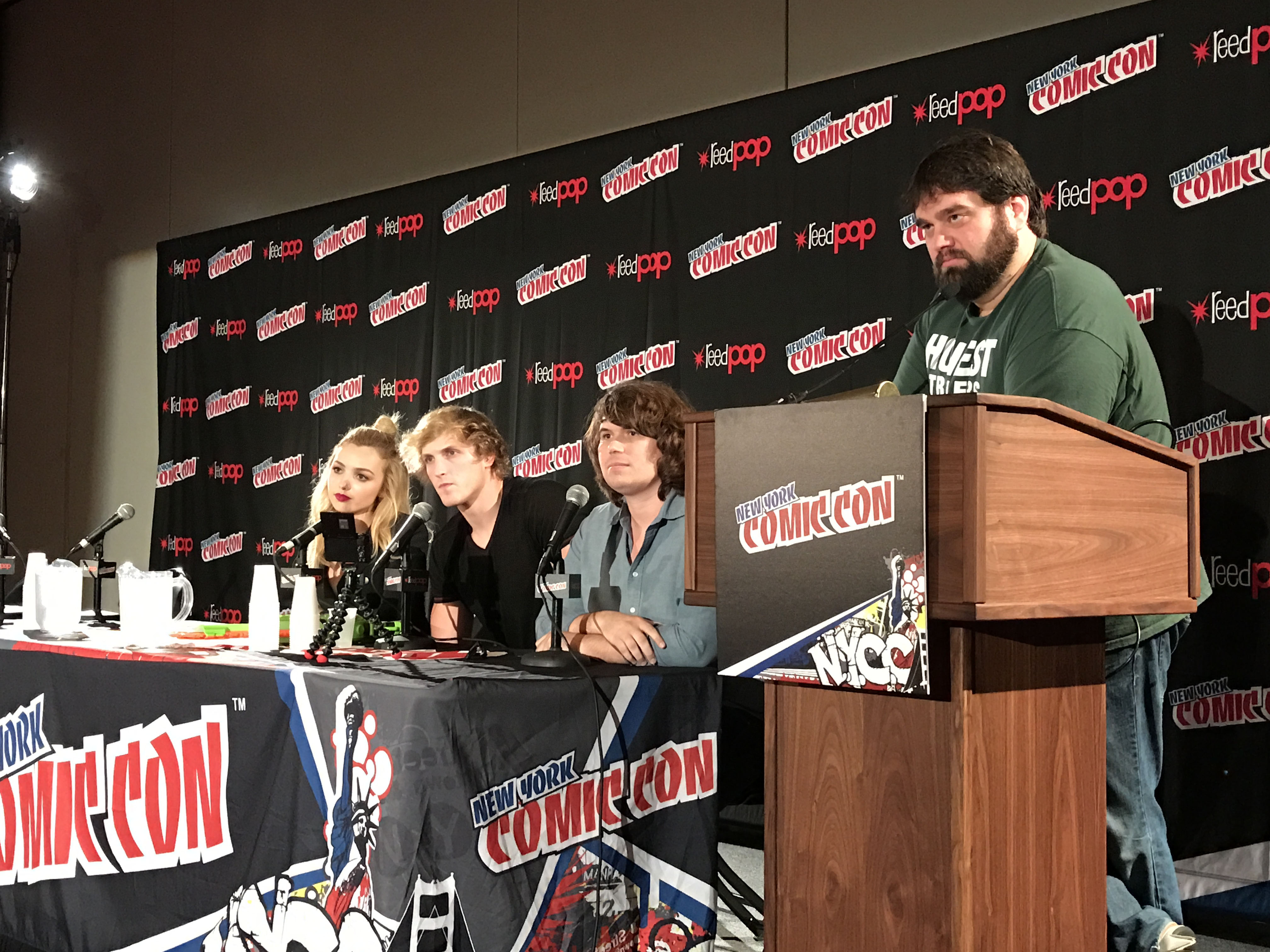
Paul trò chuyện về The Thinning tại New York Comic Con với (từ trái qua phải) nữ diễn viên Peyton List, biên kịch/đạo diễn Michael Gallagher và người dẫn Andy Signore

"TheOfficialLoganPaul" là tài khoản YouTube được Paul dùng để tải lên các phim ngắn và các kịch hài ngắn. Paul cũng đăng tải các vlog hằng ngày lên kênh "Logan Paul Vlogs" mọi ngày từ 12 tháng 9 năm 2016 cho tới tận 1 tháng 1 năm 2018. Trong khi kênh đầu tiên của anh có 4,36 triệu lượt theo dõi, kênh vlog của anh đã vượt qua với lượng theo dõi là 15,7 triệu tính tới ngày 10 tháng 1 năm 2018.

### 2015–2016: Các vai diễn trên truyền hình, series YouTube Red, vàAirplane Mode
Vào đầu năm 2015, Paul xuất hiện trên Law & Order: Special Victims Unit. Anh cũng xuất hiện trên series truyền hình Weird Loners của Fox, với vai diễn Paul Twins. Anh tham gia đóng trong hai tập của series Stitchers trên Freeform. Vào năm 2016, Paul tham gia diễn trong bộ phim The Thinning của YouTube Red cùng với Peyton List. Vào đầu năm 2016, Paul tham gia tập luyện với các chuyên gia phim chính kịch và các nhóm hài kịch The Groundlings và Upright Citizens Brigade.
Paul đã viết kịch bản cho một bộ phim hài kịch người lớn, Airplane Mode, được mô tả là "American Pie của Thế hệ Z", và chính Paul cũng mô tả là "Expendables với những ngôi sao Internet." Bộ phim hiện chưa được ra mắt. Paul cũng tham gia một số các chiến dịch quảng bá, trong đó có Hanes, PepsiCo, và HBO. Vào năm 2016, Comcast đã mua lại một series truyền hình ngắn từ Paul có tên là Logan Paul VS.

### 2017–nay:Baywatch
Vào tháng 2 năm 2017, Dwayne "The Rock" Johnson đăng tải một video trên kênh YouTube của anh, trong đó Johnson báo cho Paul biết rằng anh đã bị cắt ra khỏi toàn bộ các bộ phim của Johnson, và an ủi Paul bằng cách để anh làm "đại sứ" cho bộ phim Baywatch sắp tới của mình. Tháng 4 năm đó, Johnson và Paul tái xuất hiện trong một video hài ngắn, trong đó Paul cố gắng thuyết phục Johnson để giành một xuất diễn trong phim, và trong lúc đó phải lòng với nữ diễn viên Alexandra Daddario. Về sau một cảnh bị cắt khỏi Baywatch đã được hé lộ và cho thấy rằng Paul thật sự đã bị cắt khỏi bộ phim này. Anh đáng ra sẽ đóng vai diễn khách mời Zane, là kẻ bắt nạt Ronnie vì anh này cởi áo.

### Sự nghiệp quyền anh nghiệp dư
Vào ngày 3 tháng 2 năm 2018, sau trận đấu quyền anh nghiệp dư với Joe Weller, nhân vật YouTube người Anh JJ Olatunji, được biết tới với tên KSI, đã thách đấu một trận quyền anh với Paul cùng với cả em trai Jake của Paul, và cựu cầu thủ bóng đá Rio Ferdinand.
Vào ngày 24 tháng 2 năm 2018, hai anh em nhà Paul được thông báo sẽ thi đấu với anh em nhà Olatunji (KSI cùng với em trai Deji, còn được biết với tên ComedyShortsGamer) trong một loạt các trận đấu quyền anh, trong đó là một trận giữa Logan và Olajide và trận còn lại là giữa Jake và Deji.

## Tranh cãi và vấn đề pháp lý

### Tranh cãi về "No Handlebars"
Vào ngày 23 tháng 11 năm 2017, Paul phát hành đĩa đơn mới, "No Handlebars", được viết dựa trên bài hát "Handlebars" của nhóm nhạc alternative hip hop Mỹ Flobots. Bài hát đã bị chỉ trích nặng nề vì cách nhìn tình dục hóa phụ nữ, bao gồm một cảnh trong video âm nhạc mà Paul đã tạo dáng cùng một vài phụ nữ giống như là lái những chiếc xe đạp. Trường nhóm Flobots là Jamie Laurie đã chỉ trích Paul cả về nội dung "phân biệt giới tính" của bài hát cũng như việc sử dụng không được phép bài hát của nhóm, còn gọi anh là "đồ đểu". Laurie sau đó tiếp tục phát hành một bài hát nhằm chỉ trích Paul có tên là "Handle Your Bars". Paul không có phản hồi gì về bình luận của Laurie cũng như tranh cãi về "No Handlebars".

### Tranh cãi video tự tử
Vào ngày 31 tháng 12 năm 2017, Paul tải lên một vlog lên kênh YouTube của mình trong đó có cảnh quay một xác chết của một người đàn ông đã treo cổ tại khu rừng Aokigahara dưới chân Núi Phú Sĩ ở Nhật Bản, còn được gọi là "khu rừng tự tử" do nổi tiếng là nơi có nhiều người tự sát. Ban đầu dự định nằm trong phần ba trong series khám phá Tokyo của anh, Paul cùng nhóm của mình đã lên kế hoạch cắm trại trong khu rừng, nhưng sau khi tìm thấy xác chết, họ quyết định báo cho cơ quan chức năng và hủy kế hoạch. Video đã thu được 6,3 triệu lượt xem trong vòng 24 giờ tải lên.
Paul đã bị chỉ trích sau khi đăng tải video bởi những nhân vật nổi tiếng và chính trị gia, đồng thời còn bị các thành viên khác trong cộng đồng YouTube cáo buộc đã thể hiện thái độ vô cảm với nạn nhân tự tử. Một vài kiến nghị đã được gửi trên trang Change.org kêu gọi YouTube xóa kênh của Paul, trong đó kiến nghị lớn nhất đã nhận được hơn 500.000 chữ ký tính tới ngày 12 tháng 1 năm 2018.
Sau khi tranh cãi nổ ra, Paul đã phải xóa video khỏi kênh YouTube của mình, đồng thời đăng tải một bài viết xin lỗi trên Twitter vào ngày 1 tháng 1 năm 2018. Vào ngày 2 tháng 1 năm 2018, anh đăng tải thêm một video xin lỗi trên YouTube, mô tả hành động của mình là "để làm giảm sự sợ hãi", yêu cầu người hâm mộ không biện minh cho mình. Mặc dù thừa nhận hành động của mình là thiếu trách nhiệm, anh khẳng định mình không có ý nhạo báng nạn nhân. Video này đã thu được hơn 51,5 triệu lượt xem tính tới ngày 2 tháng 6 năm 2018.
Vào ngày 9 tháng 1, YouTube ra một tuyên bố thông qua tài khoản Twitter của họ nhằm chỉ trích video của Paul. Trong loạt các dòng tweet của hãng có nói: "Chúng tôi đã mất khá lâu để phản hồi, nhưng chúng tôi vẫn luôn lắng nghe mọi điều các bạn nói. Chúng tôi biết hành động của một người có thể ảnh hưởng tới cả cộng đồng, vì vậy chúng tôi còn nhiều điều cần sớm chia sẻ về những bước mà chúng tôi đang tiến hành để đảm bảo một video như thế này không bao giờ được chia sẻ lên một lần nữa." Vào ngày 10 tháng 1, YouTube thông báo hãng sẽ loại bỏ các kênh của Paul khỏi Google Preferred, chương trình ưu đãi quảng cáo của hãng, và tạm dừng sản xuất bộ phim trên YouTube của anh The Thinning, cùng với việc lên sóng Logan Paul VS.. Paul cũng đã bị cắt khỏi mùa 4 series YouTube Red Foursome và vai diễn Alec Fixler của anh cũng đã bị ngừng. Vào ngày 15 tháng 1, Paul được các phóng viên TMZ phát hiện có mặt tại Sân bay Los Angeles. Paul nói rằng anh đã học được rất nhiều từ những sai lầm của mình và tin rằng mình đã được đối xử "công bằng". Khi được hỏi liệu mình có xứng đáng nhận cơ hội thứ hai hay không, Paul trả lời: "Ai cũng xứng đáng có cơ hội thứ hai hết."
Vào ngày 24 tháng 1, Paul tải lên video đầu tiên trên kênh "Logan Paul Vlogs" kể từ video xin lỗi ba tuần trước đó. Trong video này, Paul đã có cái nhìn sâu rộng về ngăn chặn tự tử, phỏng vấn người từng nhảy cầu Cổng Vàng Kevin Hines, nhà hoạt động âm nhạc Bob Forrest, và giám đốc Đường dây Ngăn chặn Tự tử Quốc gia John Draper. Video nhận được phản hồi khá tích cực và đã có tổng cộng 29 triệu lượt xem tính tới ngày 2 tháng 6 năm 2018. Ngoài ra, Paul còn quyên tặng 1 triệu đôla cho các cơ quan phòng chống tự tử, trong đó một phần tư số tiền dành riêng cho Đường dây Ngăn chặn Tự tử Quốc gia.
Vào ngày 4 tháng 2, Paul chính thức quay trở lại làm các vlog hằng ngày trên YouTube, sau thời gian tạm ngừng dài một tháng.

### Vụ kiện Maverick Apparel
Sau tranh cãi về video tự tử, Maverick Apparel, một hãng thời trang dành cho trẻ em, đe dọa kiện Paul do dòng thời trang của anh có tên tương tự với hãng ("Maverick by Logan Paul"), cho rằng người mua hàng đang nhầm lẫn sản phẩm của họ với Paul, gây ra sụt giảm doanh thu.

### Tạm thời ngừng lợi nhuận quảng cáo trên YouTube
Vào ngày 9 tháng 2 năm 2018, YouTube ngừng tất cả các hoạt động quảng cáo trên các kênh của Logan Paul do "những hành vi gần đây" của anh. Trong những video trước đó, anh có một số hành động như đùa cợt về thử thách Tide Pod (thử thách ăn gói bột giặt của hãng Tide), đưa một con cá bệnh ra khỏi hồ để "hô hấp nhân tạo", và chích điện vào hai con chuột chết. Lượng thu nhập ước tính trị giá hơn một triệu đôla đã bị ngừng lại, tuy nhiên chỉ là tạm thời.

## Đời sống cá nhân
Vào tháng 10 năm 2015, Paul sống ở một khu căn hộ trên giao lộ Hollywood and Vine ở Hollywood, California, cùng khu với những nhân vật mạng xã hội khác bao gồm Amanda Cerny, Juanpa Zurita, và Andrew Bachelor, cùng với bạn cùng phòng Mark Dohner và Evan "Dwarf Mamba" Eckenrode. Khoảng cách gần giữa các nhân vật này đã tạo điều kiện cho hàng loạt các video cộng tác. Vào tháng 10 năm 2017, Paul và Eckenrode chuyển tới một căn nhà ở Encino, California, sau khi bị đuổi khỏi khu nhà trước. Vào ngày 10 tháng 2 năm 2018, Paul tiết lộ có gần hai mươi người khác đang sống chung với anh trong căn nhà mới này.
Anh hiện đang hẹn hò với nữ diễn viên Chloe Bennet.

### Sức khỏe
Vào tháng 10 năm 2017, Paul tiết lộ trên Jimmy Kimmel Live! rằng anh đang mất 15% tinh hoàn phải của mình do một pha diễn hành động. Trong một video trên Vine của mình, Paul đang ở một khu mua sắm và trong pha diễn này anh đã hạ xuống chiếc ghế và làm tổn thương tới tinh hoàn phải của mình. Ba ngày sau đó, Paul quyết định tới bệnh viện và được các bác sĩ cho biết rằng tinh hoàn phải của anh đã bị tổn hại.
Paul nói rằng mình bị mù màu đỏ-lục. Tuy nhiên, anh đã bị chế nhạo và chỉ trích bởi các nhân vật YouTube như h3h3Productions và iDubbbz vì đã diễn kịch phản ứng của mình trong một video mà anh lần đầu được đeo một chiếc kính chỉnh màu. Chính Paul đã thừa nhận mình đã "phóng đại phản ứng [cua anh]", nhưng nói thêm rằng anh "không nói dối" về tình trạng của mình.

## Danh sách phim

### Phim điện ảnh
| Năm  | Phim                          | Vai           | Ghi chú                                                                          |
| ---- | ----------------------------- | ------------- | -------------------------------------------------------------------------------- |
| 2015 | Close Before Midnight         | Miles         | Phim ngắn                                                                        |
| 2016 | Chainsaw                      | Craig         | Phim ngắn                                                                        |
| 2016 | The Thinning                  | Blake Redding | Độc quyền trên Youtube Red                                                       |
| 2017 | The Space Between Us          | Roger         |                                                                                  |
| 2017 | Where's the Money             | Eddie         |                                                                                  |
| 2017 | Can't Take It Back            | Clint Plotkin |                                                                                  |
| 2018 | Valley Girl                   | Mickey        | Hậu sản xuất; có thể đã bị hủy                                                   |
| 2018 | Liked                         | Logan         | Hậu sản xuất                                                                     |
| 2018 | Airplane Mode                 | —             | Hậu sản xuất                                                                     |
| 2018 | Superstition: The Rule of 3's | Preston       | Tạm ngừng sản xuất                                                               |
| 2018 | The Thinning: New World Order | Blake Redding | Độc quyền trên YouTube Red; Hậu sản xuất; phim bị tạm ngừng vào tháng 1 năm 2018 |

### Truyền hình
| Năm      | Chương trình                      | Vai           | Ghi chú                                                                                         |
| -------- | --------------------------------- | ------------- | ----------------------------------------------------------------------------------------------- |
| 2015     | Law & Order: Special Victims Unit | Ryan          | Tập: "Intimidation Game"                                                                        |
| 2015     | Weird Loners                      | Logan Twins   | Tập: "Weird Pilot"                                                                              |
| 2016     | Stitchers                         | Theo Engelsen | Tập: "The Two Deaths of Jamie B." and "The One That Got Away"                                   |
| 2016     | Walk the Prank                    | Chính anh     | Tập: "So You Think You Can Middle School Dance"                                                 |
| 2016     | Bizaardvark                       | Kirk          | Tập: "The First Law of Dirk"                                                                    |
| 2016–nay | Logan Paul VS.                    | Chính anh     | Độc quyền trên YouTube Red; Series tạm ngừng vào tháng 1 năm 2018                               |
| 2016–17  | Foursome                          | Alec Fixler   | Độc quyền trên YouTube Red; Vai chính trong 3 mùa; bị loại khỏi mùa thứ tư vào tháng 1 năm 2018 |

### Độc quyền trên web
| Năm      | Tựa đề           | Vai                        | Ghi chú                |
| -------- | ---------------- | -------------------------- | ---------------------- |
| 2014     | Rainbow Man      | Thomas Trainor/Rainbow Man | Phim ngắn              |
| 2015     | Lyin' Ryan       | Ryan                       | Phim ngắn              |
| 2015–nay | Logan Paul Vlogs | Chính anh                  | Series video hằng ngày |

## Danh sách đĩa nhạc

### Đĩa đơn

#### Chính
| Tựa đề                                        | Năm  | Vị trí xếp hạng cao nhất | Vị trí xếp hạng cao nhất | Vị trí xếp hạng cao nhất | Chứng nhận                  | Album               |
| Tựa đề                                        | Năm  | Hoa Kỳ Bub.              | Úc                       | New Zealand Heat.        | Chứng nhận                  | Album               |
| --------------------------------------------- | ---- | ------------------------ | ------------------------ | ------------------------ | --------------------------- | ------------------- |
| "Help Me Help You" (hợp tác với Why Don't We) | 2017 | 5                        | 90                       | —                        | - RIAA: Bạch kim - MC: Vàng | Đĩa đơn không album |
| "Outta My Hair"                               | 2017 | —                        | —                        | —                        |                             | Đĩa đơn không album |
| "No Handlebars"                               | 2017 | —                        | —                        | 6                        |                             | Đĩa đơn không album |

#### Hợp tác
| Tựa đề                                                                     | Năm  | Album               |
| -------------------------------------------------------------------------- | ---- | ------------------- |
| "The Song of the Summer" (Seven Bucks hợp tác với Logan Paul và Desiigner) | 2017 | Đĩa đơn không album |

### Đĩa đơn quảng bá
| Tựa đề                                             | Năm  | Album               |
| -------------------------------------------------- | ---- | ------------------- |
| "2016"                                             | 2016 | Đĩa đơn không album |
| "The Fall of Jake Paul" (hợp tác với Why Don't We) | 2017 | Đĩa đơn không album |
| "I Love You Bro" (với Jake Paul)                   | 2017 | Đĩa đơn không album |
| "The Rise of the Pauls" (hợp tác với Jake Paul)    | 2017 | Đĩa đơn không album |
| "Hero" (hợp tác với Zircon)                        | 2017 | Đĩa đơn không album |

### Video âm nhạc
| Tựa đề                                                       | Năm  | Đạo diễn               |
| ------------------------------------------------------------ | ---- | ---------------------- |
| 2016                                                         | 2016 | Strø                   |
| Help Me Help You (hợp tác với Why Don't We, Shay Mitchell)   | 2017 | Logan Paul             |
| The Fall of Jake Paul (hợp tác với Why Don't We)             | 2017 | Logan Paul             |
| The Fall of Jake Paul (Full Song) (hợp tác với Why Don't We) | 2017 | Logan Paul             |
| The Rise of the Pauls (hợp tác với Jake Paul)                | 2017 | Logan Paul             |
| Hero (hợp tác với Zircon)                                    | 2017 | Logan Paul             |
| No Handlebars                                                | 2017 | Logan Paul             |
| Outta My Hair (hợp tác với Bella Thorne)                     | 2017 | Eli Sokhn & Logan Paul |
| Santa Diss Track                                             | 2017 | Logan Paul             |

## Giải thưởng và đề cử
| Năm  | Đề cử / Tác phẩm            | Giải thưởng                                                     | Kết quả   |
| ---- | --------------------------- | --------------------------------------------------------------- | --------- |
| 2014 | Logan Paul                  | Giải Shorty – Vine của năm                                      | Đề cử     |
| 2014 | Logan Paul                  | Giải Shorty – Quay phim                                         | Đề cử     |
| 2015 | Logan Paul                  | Giải Shorty – Nghệ sĩ hài trên Vine xuất sắc nhất               | Đề cử     |
| 2016 | Vai diễn trong Foursome     | Giải Streamy – Dàn diễn viên xuất sắc nhất trong một web series | Đề cử     |
| 2016 | Logan Paul                  | Giải Streamy – Series hài kịch xuất sắc nhất                    | Đề cử     |
| 2017 | Logan Paul                  | Teen Choice Awards – Ngôi sao web nam                           | Đoạt giải |
| 2017 | Logan Paul                  | Teen Choice Awards – Ngôi sao web hài kịch                      | Đoạt giải |
| 2017 | Logan Paul                  | Teen Choice Awards – YouTuber                                   | Đề cử     |
| 2017 | Vai diễn trong The Thinning | Giải Streamy – Series hài kịch xuất sắc nhất                    | Đề cử     |
| 2017 | Logan Paul                  | Giải Streamy – Người sáng tạo của năm do khán giả bình chọn     | Đề cử     |
| 2017 | Logan Paul                  | Giải Streamy – Người kể chuyện                                  | Đề cử     |